# Callimerismus inusitatus
Callimerismus inusitatus är en stekelart som beskrevs av Heydon 1989. Callimerismus inusitatus ingår i släktet Callimerismus och familjen puppglanssteklar. Inga underarter finns listade.